# Televisión Nacional de Chile
Pour les articles homonymes, voir TVN.
Televisión Nacional de Chile (en français : Télévision nationale du Chili), connu aussi sous le sigle TVN, est le principal réseau de diffusion de l'audiovisuel public chilien, sous contrôle de l'État. 
Il est fondé sur ordre du président Eduardo Frei Montalva et lancée dans tout le pays le 18 septembre 1969. Depuis, la société a été réorganisée à plusieurs reprises et ses zones d'activité se sont développées au fil des années. TVN est devenu l'un des principaux diffuseurs télévisés au Chili et l'Amérique du Sud. En 2018, sa mission publique est établie par une loi qui définit l'obligation de promouvoir l'identité culturelle nationale, les valeurs de la démocratie, les droits de l'homme, le respect de l'environnement et le respect de la diversité. 
Televisión Nacional de Chile est le seul émetteur public de télévision au Chili et est en concurrence avec d'autres groupes de diffusion privés. Il dispose d'un système d'autofinancement reposant principalement sur les revenus publicitaires. 
TVN est affilié à l'Association nationale de télévision du Chili (ANATEL), au Conseil de l'autorégulation et de l'éthique de la publicité (CONAR) et à l'Organisation des télécommunications ibéro-américaines (OTI).

## Histoire

### Contexte et création
Il faut environ quinze ans à la télévision pour se développer dans les foyers chiliens. Il n'y a alors pas de projet national pour développer les infrastructures de télévision et les droits de douanes sur les matériels nécessaires à l'émission et la réception sont très élevés.
En 1958, un règlement est approuvé au niveau national pour résoudre ce vide juridique, ce qui accélère le développement de ce média, mais l'élection de Jorge Alessandri Rodríguez stoppe temporairement le processus. Il considère en effet que le développement de la télévision par l’État est coûteux et inutile. Cependant, il infléchit progressivement sa position sous l'influence des universités. En août 1959, après sept années de travail, l'université de Valparaíso met en place un programme de diffusion télévisée expérimental. L'université du Chili fait de même un an plus tard. Malgré ces projets, la télévision reste, jusqu'en 1962, expérimentale et les horaires de diffusion réduits. Conformément à la loi, elle ne diffuse pas de publicité. 
En 1962, avec l'accueil par le Chili de la Coupe du monde de football 1962, la diffusion de la télévision s'accélère dans le pays. Les télévisions universitaires se renforcent mais la création de chaînes privées est toujours interdite. De plus, les chaînes universitaires sont limitées dans leur zone de diffusion.
Le groupe Televisión Nacional de Chile est imaginée en 1968, créée le 31 janvier 1969 par Eduardo Frei Montalva, et commence à diffuser le 18 septembre 1969. TVN permet de développer la diffusion partout dans le pays, formant un vaste réseau de télévision présent partout au Chili. L'interdiction publicitaire est levée et TVN se tourne rapidement vers le commercial plutôt que le culturel. En 1970 est adoptée la première loi sur la télévision, la loi 17 377 ou loi Hamilton. Elle fait de TVN un service public autonome, pluraliste et représentatif.
À l'époque de la création de TVN, le réseau de téléviseurs est encore très restreint au Chili. 

### Utilisation par le régime d'Augusto Pinochet
Entre 1973 et 1990, lors de la dictature militaire d'Augusto Pinochet, l'indépendance du réseau de télévision est gravement remise en cause et il sert la propagande du régime. La gestion financière de TVN est également très mauvaise, une situation révélée par un rapport rendu public à la fin de la dictature, en 1990 : entre 1985 et 1989, une perte financière de plus de 4 milliards et demi de pesos a lieu, et le groupe s'est fortement endetté auprès de prestataires étrangers. 
Le 10 avril 1990, une commission parlementaire est créée par la Chambre des députés pour enquêter sur les dérives budgétaires et la situation de Televisión Nacional de Chile. Elle révèle l'étendue du contrôle exercé par Pinochet sur la chaîne. Selon ses membres, le « cadre juridique de la chaîne publique a permis une « soumission absolue » du média aux instructions des autorités politiques ». Il était alors utilisé comme un « instrument de propagande politique et idéologique » par le régime. Cela fait perdre à la chaîne publique sa crédibilité auprès du public et cause ses difficultés financières. Son rapport préconise la refondation de l'organisation de TVN, l'élection d'une nouvelle direction pluraliste et la mise en place d'une indépendance financière vis-à-vis du gouvernement.

### Réformes depuis 1990
En 1992, la loi 19132 prévoit l'autofinancement du réseau public, principalement par la publicité. Il doit désormais entrer en compétition avec d'autres chaînes pour augmenter son audience.
De 2008 à 2010, des débats animés ont lieu au sein du Parlement entre les deux chambres sur la réorganisation de l'audiovisuel public du Chili, incarné exclusivement par le réseau TVN. Ces discussions prennent fin avec l'arrivée de Sebastián Piñera à la présidence, mais elles reprennent en 2016 sous le mandat de Michelle Bachelet. À cette époque, l'audiovisuel public est en situation de crise toujours plus marquée, en raison d'audiences et de revenus en baisse. Deux sénateurs proposent d'intégrer au conseil d'administration trois représentants des employés et deux membres nommés par le Collège des enseignants — principal syndicat du primaire et du secondaire au Chili — ou par l'Institut national des droits humains ; un autre estime judicieux que le président choisisse le directeur de TVN parmi une liste de trois personnes appartenant au ministère de l'Éducation ou au Conseil de la Culture et des Arts. Finalement, toutes ces propositions sont écartées, la commission de la Chambre des députés concluant que le conseil d'administration « ne devait pas être politiquement partisan ».
En 2018, le Congrès national du Chili adopte la loi 21085 (« Nouvelle loi de télévision nationale ») qui prévoit un financement équivalant à 47 millions de dollars pour le passage à la TNT, auquel s'ajoutent 18 millions pour la création d'une nouvelle chaîne diffusant des contenus culturels. Le 14 avril 2020, au cours de la pandémie de Covid-19, une nouvelle chaîne éducative destinée aux enfants, TV Educa Chile, est lancée, en partenariat avec ANATEL, le Conseil national de la télévision et le ministère de l’Éducation. Elle cesse d'émettre le 8 août 2021, Journée de l'enfance au Chili, et est remplacée par une chaîne culturelle à part entière, NTV. Malgré les réformes, l'audiovisuel public est toujours en crise en 2021, avec une baisse sensible de sa part d'audience (de 7,7 à 5 %, en quatrième position) et du nombre de salariés, divisé par plus de deux. Ses pertes financières atteignent des niveaux records, avec un cumul de 79 milliards en 2021 contre 5 milliards en 2021.

## Direction
La loi de 1992 prévoit que TVN soit dirigée par un conseil d'administration composé de sept membres. L'un d'entre eux, le directeur, est nommé et librement révoqué par le président de la république et ce dernier a la possibilité de soumettre des propositions pour les six autres. Le Sénat doit se prononcer sur ces six personnes, à la majorité absolue. Le conseil d'administration est élu pour huit ans et son président doit quitter ses fonctions au maximum 30 jours après l'investiture d'un nouveau chef d’État.
Entre 2013 et 2021, la rémunération du conseil d'administration passe de 64 millions à 86 millions de pesos annuels et le nombre de ses membres augmente en 2018.

## Chaînes diffusées

### Réseaux locaux
- Red Arica y Parinacota (réseau Arica et Parinacota) : Arica
- Red Tarapacá (réseau Tarapacá) : Iquique
- Red Antofagasta (réseau Antofagasta) : Antofagasta
- Red Atacama (réseau Atacama) : Copiapó
- Red Coquimbo (réseau Coquimbo) : La Serena
- Red Valparaíso (réseau Valparaíso) : Valparaíso
- Red O'Higgins (réseau O'Higgins) : Rancagua
- Red Maule (réseau Maule) : Talca
- Red Bío-Bío (réseau Bío-Bío) : Concepción
- Red Araucanía (réseau Araucanía) : Temuco
- Red Los Ríos (réseau Des Fleuves) : Valdivia
- Red Los Lagos (réseau Les Lacs) : Puerto Montt
- Red Aisén (réseau Aisén) : Coyhaique
- Red Austral (réseau Austral) : Punta Arenas

### Chaînes nationales
| Logo | Chaîne                                                                                 | Date de création |
| ---- | -------------------------------------------------------------------------------------- | ---------------- |
|      | TVN Chaîne généraliste.                                                                | 31 janvier 1969  |
|      | TV Chile Chaîne internationale.                                                        | 10 mars 1989     |
|      | 24 Horas Chaîne thématique consacrée à l'information.                                  | 4 mars 2009      |
|      | TVN HD Chaîne généraliste reprenant les programmes des autres chaînes du groupe en HD. | 6 septembre 2009 |
|      | TV Educa Chile Chaîne éducative destinée aux enfants                                   | 14 avril 2020    |
|      | NTV Chaîne thématique consacrée à l'éducation et à la culture.                         | 8 août 2021      |
|      | TVN3 Chaîne de télévision thématique, qui diffuse des programmes à partir des archives | 26 juillet 2023  |
|      |                                                                                        |                  |

## Identité visuelle

Le premier logo de TVN, utilisé de 1969 à 1978.
Le deuxième logo de TVN, de 1978 à 1984.
Le troisième logo de TVN, de 1984 à 1988.
Le quatrième logo de TVN, 1988 à 1990.
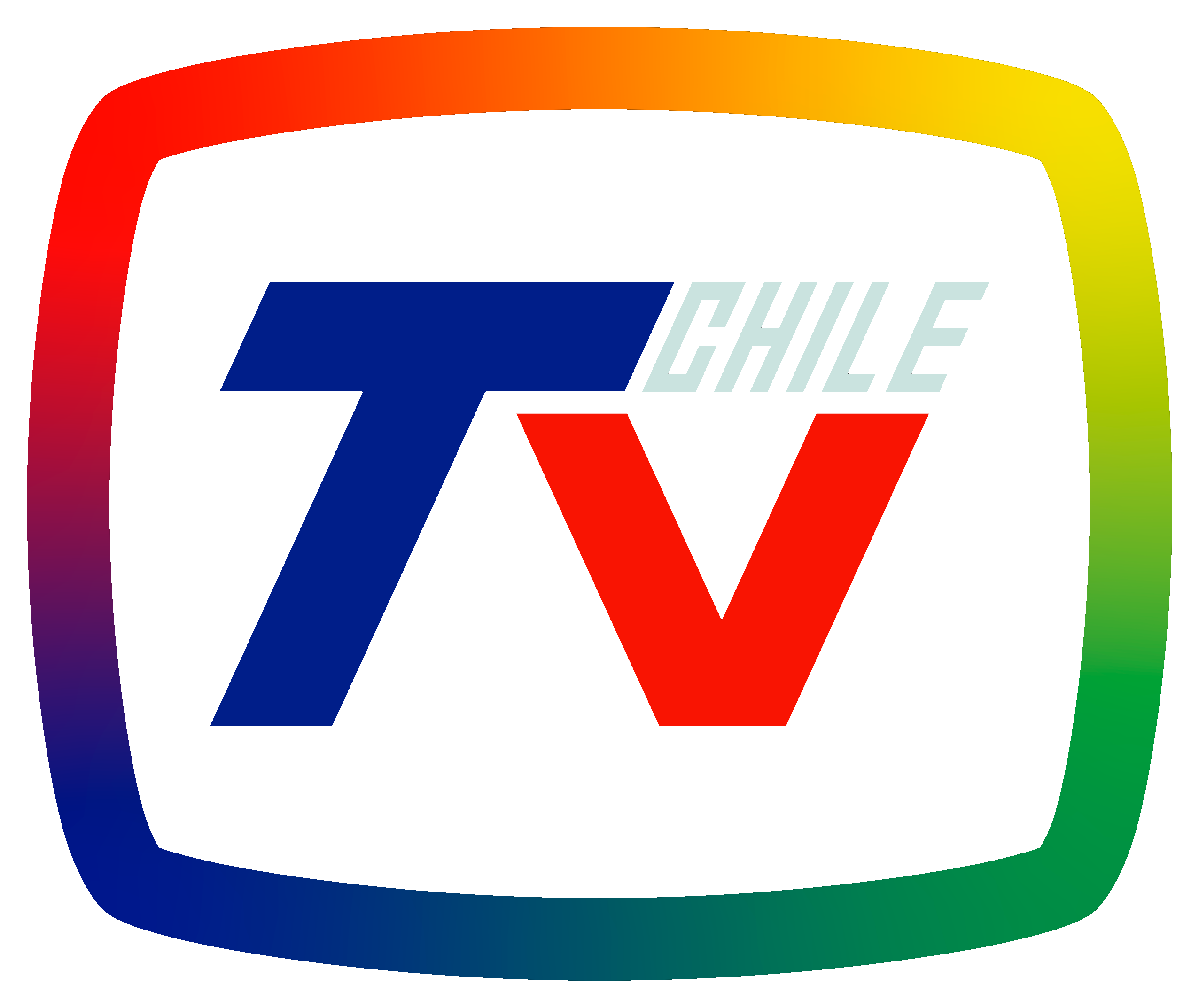
Le quatrième logo de TVN, 1990.
Le cinquième logo de TVN, de 1990 à 1993.
Le sixième logo de TVN, de 1993 à 1996.
Le septième logo de TVN, de 1996 à 2004.
Le huitième logo de TVN, de 2004 à 2016.
Le neuvième logo TVN de 2016 à 2020.
Actuel logo de TVN, depuis 2020.